# 帝京大学短期大学
帝京大学短期大学（日语：／ Teikyō Daigaku Tanki Daigaku *）是一所位于日本东京都八王子市的私立短期大学。前身是帝京女子短期大学（日语：／ Teikyō Joshi Tanki Daigaku *）。

## 概要

### 简介
- 短期大学为于1965年开办[1]、由学校法人帝京大学经营[2]。为男女同校[3]从1998年。

### 历史
- 1965年 帝京女子短期大学成立并同时设置一个学科即英文科。校园在了在东京都板桥区。
- 1974年 校园迁到八王子市。
- 1984年 秘书科成立[2]。
- 1998年 改校名为帝京大学短期大学、开始收男学生。
- 1999年 两个学科改名为、以下列举[2]。
  - 英文科→国际沟通学科
  - 秘书科→信息商务学科
- 2006年 两个学科改名为、以下列举[2]。
  - 信息商务学科→现代商务学科[注 1]
  - 国际沟通学科→人类文化学科

### 宪章
- 请参看帝京大学短期大学的标志 （页面存档备份，存于） （日語） 2014年5月17日阅览。

### 教育与研究
- 人类文化学科和现代商务学科有未来的中学校的老师的培训课程。

## 学校环境
- 校区：在东京都八王子市

## 历任校长
- 冲永佳史：现在短期大学校长[4]

## 组织

### 学科
- 人类文化学科
- 现代商务学科[注 1]

### 专科
| - 没有 |

### 业余课程
| - 没有 |

## 知名校友
- 绫濑遥:演员、国际沟通学科中途退学
- 羽田美智子:演员。秘书科即现代商务学科卒业
- 万里洋子:演员
- 星洋子:演员
- 浅野麻衣子:演员
- 佐野美和:演员
- 周藤玲美:沙滩排球运动员
- 田中美绘子:众议院议员、民主党所属。演员、记者

## 相关链接
- 日本短期大学列表
- 帝京短期大学
- 爱媛帝京短期大学：已停办於1972年。
- 帝京大学福冈短期大学：已停办于2006年。
- 帝京平成护理短期大学